# Barylambda
Il barilambda (gen. Barylambda) è un mammifero estinto, appartenente ai pantodonti. Visse tra il Paleocene superiore e l'Eocene inferiore (circa 60 - 54 milioni di anni fa) e i suoi resti fossili sono stati ritrovati in Nordamerica.

## Descrizione
Questo erbivoro arcaico è uno dei primi grandi mammiferi comparsi subito dopo l'era dei dinosauri. Il voluminoso corpo del barilambda, insieme alla coda robusta, poteva raggiungere i tre metri di lunghezza. La curvatura della schiena e la forma della coda ricordavano, per certi versi, il corpo di un canguro o, ancora meglio, di un dinosauro, anche se la somiglianza era superficiale. La testa massiccia e allungata assomigliava vagamente a quella di un cavallo, ed era munita di una quantità di denti robusti adatti a strappare e masticare fogliame duro. Le zampe posteriori erano allungate e possenti, mentre quelle anteriori erano visibilmente più corte. 

### Cranio
Il cranio di Barylambda poteva superare i 30 centimetri di lunghezza ma era piccolo in relazione al resto del corpo; era basso (in particolare nella regione posteriore) e dotato di un muso non particolarmente largo. La regione facciale era corta, e le ossa nasali piuttosto allargate. La volta cranica, piuttosto larga, si appiattiva appena al di sopra delle piccole orbite. Le potenti creste temporali terminavano in forti apofisi postorbitali. Le arcate zigomatiche erano poco ampie ma mostravano un grande sviluppo verticale. Il processo coronoide della mandibola era estremamente elevato, e la regione angolare era ampia. In generale, il cranio ricorda in molte caratteristiche quello del più piccolo Pantolambda. 
La dentatura era caratterizzata da canini di media grandezza, mentre i primi molari erano più grandi dei secondi e terzi molari. I molari superiori erano più simili a quelli di Pantolambda che a quelli dei pantodonti successivi come Coryphodon. 

### Scheletro postcranico
Il collo era corto e formato da vertebre di dimensioni piuttosto ridotte. Le apofisi spinali erano basse in tutte le vertebre tranne quelle sacrali; in queste ultime, molto grandi, le apofisi traverse erano coossificate e funzionalmente associate al bacino. La coda era molto lunga, massiccia e dotata di apofisi spinali e di chevron molto sviluppati. Era presente una clavicola (una caratteristica arcaica). Le proporzioni delle zampe anteriori indicano che questi arti non erano colonnari, ma erano solitamente tenuti piegati. 
L'omero era dotato di creste assai sviluppate. La mano era simile a quella di Coryphodon nelle proporzioni delle varie ossa, ma il carpo era simile a quello di Pantolambda. L'osso centrale era libero e di grande taglia. Il grande osso si articolava con il secondo metacarpo. Le falangi ungueali erano piatte e larghe; la seconda, la terza e la quarta mostravano una sorta di scanalatura mediana. 
Il bacino aveva una forma tipica degli animali dal portamento pesante e lento, così come le zampe posteriori. L'ilio era corto e molto sviluppato trasversalmente. Il sacro interveniva nella composizione della superficie gluteale, andando a formare una struttura molto insolita. Non era presente alcuna cresta iliaca o tuberosità (strutture solitamente legate alla corsa). 
Il femore era lungo, allargato e dotato di robusti trocanteri; si articolava con tibia e perone corti e robusti, molto più massicci di quelli presenti in Coryphodon. La cresta cnemiale discendeva obliquamente verso il malleolo interno. L'astragalo era grande e robusto, ed era dotato di una faccetta articolare tibiale ampia e leggermente concava trasversalmente. Il calcagno era molto massiccio ed era largo quanto lungo, con un tubero forte e corto. Il cuboide era grande, così come il navicolare. I metatarsi erano relativamente gracili, e le falangi erano corte; le falangi ungueali erano prive di solco mediano, contrariamente a quelle della mano. In generale, le zampe posteriori erano più colonnari rispetto a quelle anteriori.

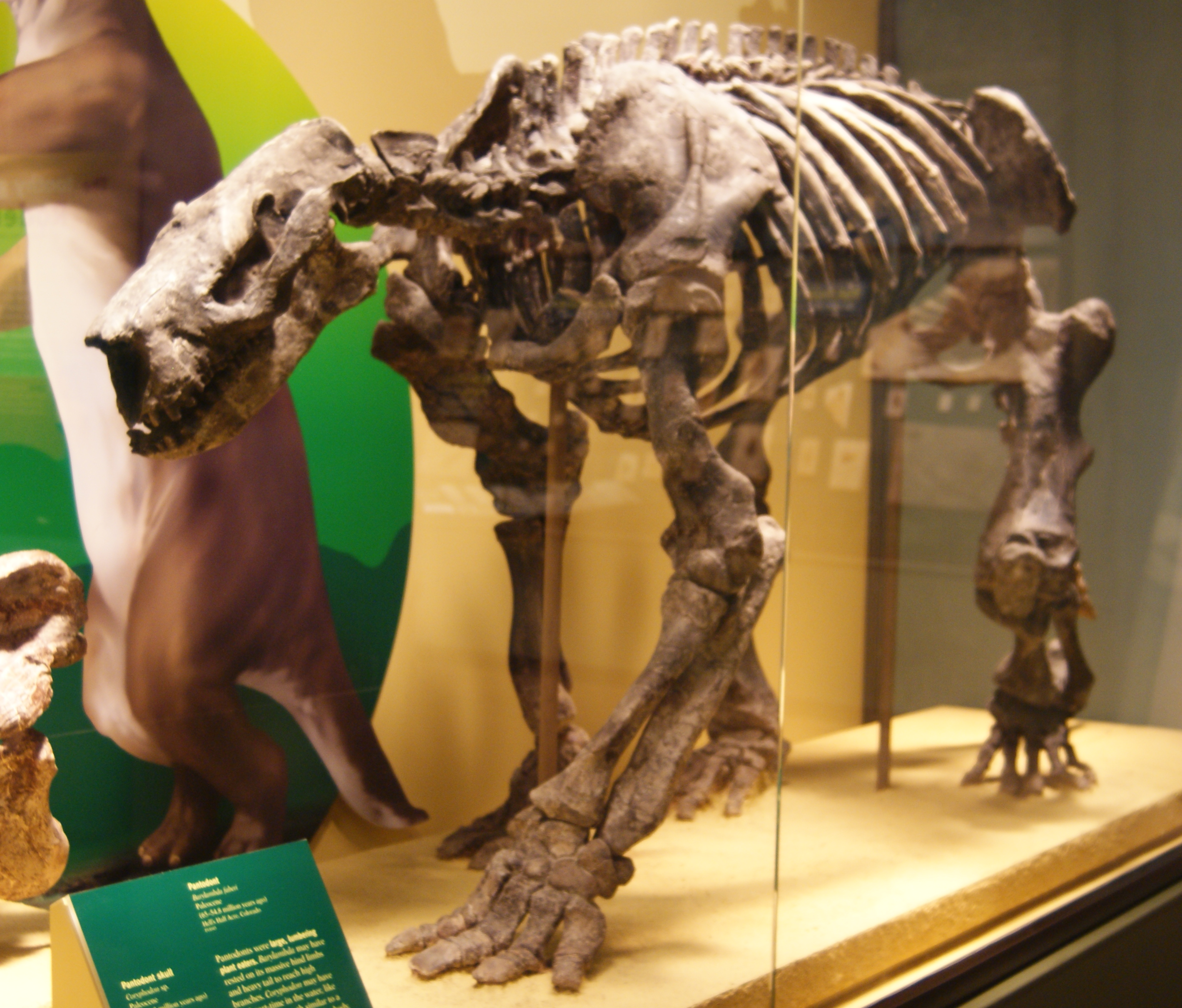
Scheletro

## Classificazione
Il genere Barylambda venne istituito da Patterson nel 1937 per accogliere la specie Titanoides faberi, descritta dallo stesso Patterson nel 1933. Oltre alla specie tipo Barylambda faberi, i cui fossili sono stati ritrovati in terreni del Paleocene superiore del Colorado e dello Wyoming e dell'Eocene basale del Colorado, a questo genere sono state ascritte altre specie di dimensioni leggermente minori: B. schmidti e B. churchilli, del Paleocene superiore dello Wyoming. Inizialmente B. schmidti venne attribuito a un genere a sé stante, Leptolambda. Un'altra specie, B. jackwilsoni, è stata a volte attribuita al genere Caenolambda.
Barylambda è un tipico rappresentante dei pantodonti, un gruppo di mammiferi arcaici che si svilupparono nel corso del Paleocene andando a occupare varie nicchie ecologiche lasciate libere dalla grande estinzione di massa di fine Cretaceo. Barylambda, in particolare, era un pantodonte di grandi dimensioni e relativamente specializzato, ed è il genere eponimo della famiglia Barylambdidae. Affine a questo genere, ma di dimensioni minori, è Haplolambda. 

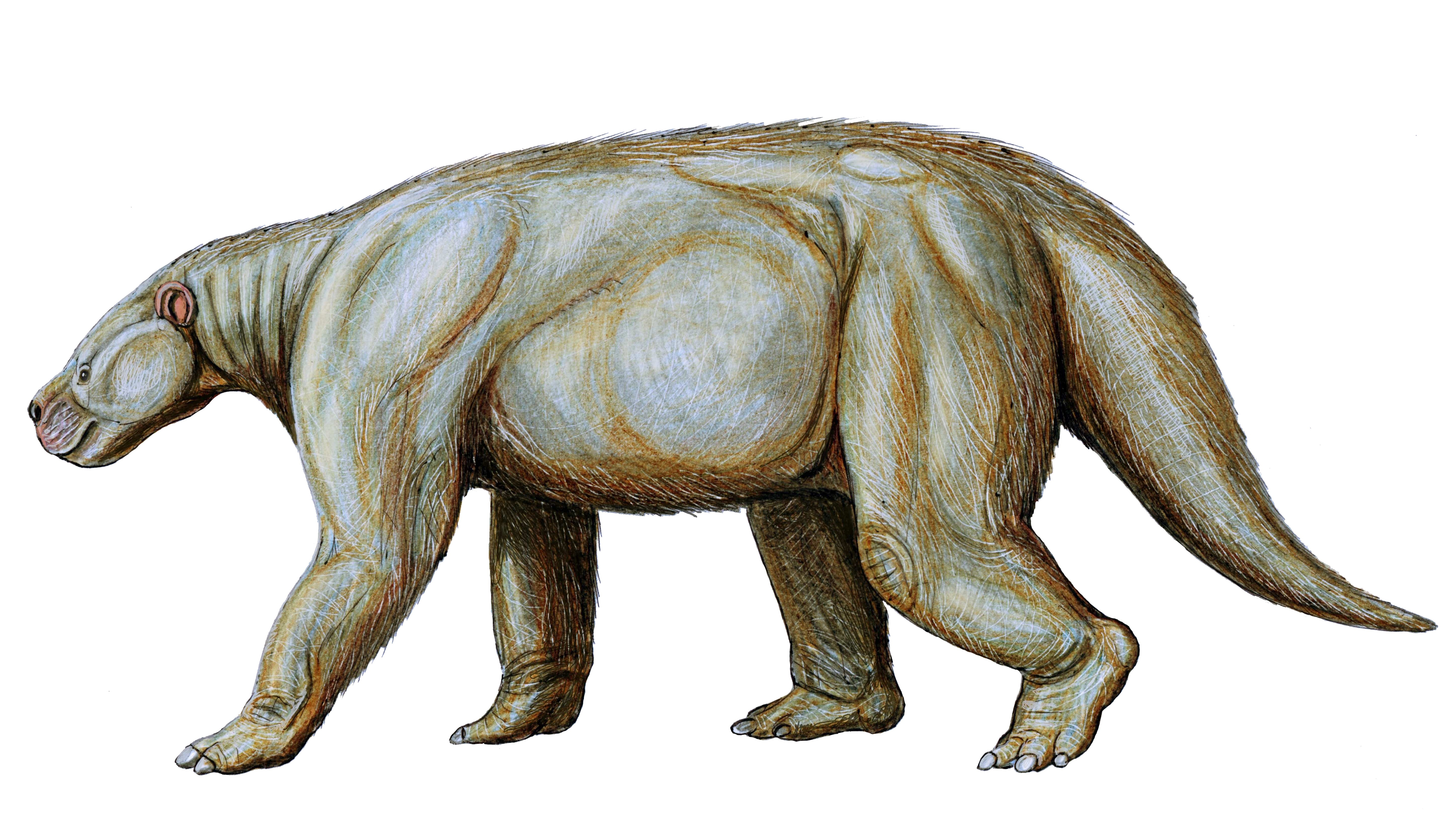
Ricostruzione di Barylambda faberi

## Paleoecologia
Il barilambda era il più grande animale del suo ecosistema, e probabilmente le dimensioni bastavano a difenderlo dagli attacchi dei carnivori primitivi come gli acreodi. Barylambda probabilmente si cibava di piante che sminuzzava con la potente dentatura e i forti muscoli masticatori. È probabile che la coda lunga e robusta divenisse un efficace punto d'appoggio quando l'animale si alzava sulle zampe posteriori, assumendo una postura "tripode" per raggiungere le foglie più alte.